# BMW X2
BMW X2 (cod model F39) este un SUV crossover de lux subcompact produs de BMW. A fost lansat pentru prima dată în 2018.